# Očín
Očín je malá vesnice, část obce Horní Kozolupy v okrese Tachov v Plzeňském kraji. Nachází se asi 1,5 kilometru severovýchodně od Horních Kozolup. Očín je také název katastrálního území o rozloze 1,57 km².

## Název
Název vesnice je odvozen z původního podoby Otín (od osobního jména Ota ve významu Otův dvůr) nebo Otčín (od osobního jména Otka ve významu Otkův dvůr. V historických pramenech se název vsi objevuje ve tvarech: Ocin (1237), Oczych (1357), Oczyno (1379), „de Ozcina“ (1382 a 1395), Oczin (1410), Weczino (1544), Vtzin (1694), Utzin (1788, 1838), Učyn (1838) a Očim nebo německy Utzin (1854–1923).

## Historie
První písemná zmínka o vesnici pochází z roku 1237. Sídlil zde Štěpán z Očína, jehož rod vlastnil zdejší tvrz i v 15. století. Roku 1544 připadla pustá tvrz k Erpužicím. Jejím pozůstatkem je část kruhového tvrziště o průměru kolem šedesáti metrů východně od středu vsi.

## Obyvatelstvo
Při sčítání lidu v roce 1921 zde žilo 89 obyvatel (z toho 39 mužů) německé národnosti a římskokatolického vyznání. Podle sčítání lidu z roku 1930 měla vesnice 76 se stejnou národnostní i náboženskou strukturou.
| Rok            | 1869 | 1880 | 1890 | 1900 | 1910 | 1921 | 1930 | 1950 | 1961 | 1970 | 1980 | 1991 | 2001 | 2011 | 2021 |
| -------------- | ---- | ---- | ---- | ---- | ---- | ---- | ---- | ---- | ---- | ---- | ---- | ---- | ---- | ---- | ---- |
| Počet obyvatel | 105  | 97   | 90   | 88   | 97   | 89   | 76   | 40   | 41   | 29   | 24   | 20   | 14   | 9    | 12   |
| Počet domů     | 16   | 15   | 16   | 16   | 17   | 17   | 16   | 10   | 9    | 7    | 7    | 8    | 7    | 7    | 7    |

## Obecní správa
Při sčítání lidu v letech 1850–1920 Očín byl osadou obce Horní Kozolupy, se kterým patřil nejprve do okresu Teplá, ale v letech 1900–1910 v okrese Planá. V letech 1921–1962 byl samostatnou obcí, se kterým patřil nejprve do okresu Planá, ale v roce 1950 v okrese Stříbro. V letech 1963–1979 byl znovu částí obce Horní Kozolupy v okrese Tachov. Od 1. ledna 1980 do 23. listopadu 1990 byl částí obce Cebiv v okrese Tachov. Od 24. listopadu 1990 je opět částí obce Horní Kozolupy v okrese Tachov.

## Pamětihodnosti
- Kaple

## Další fotografie

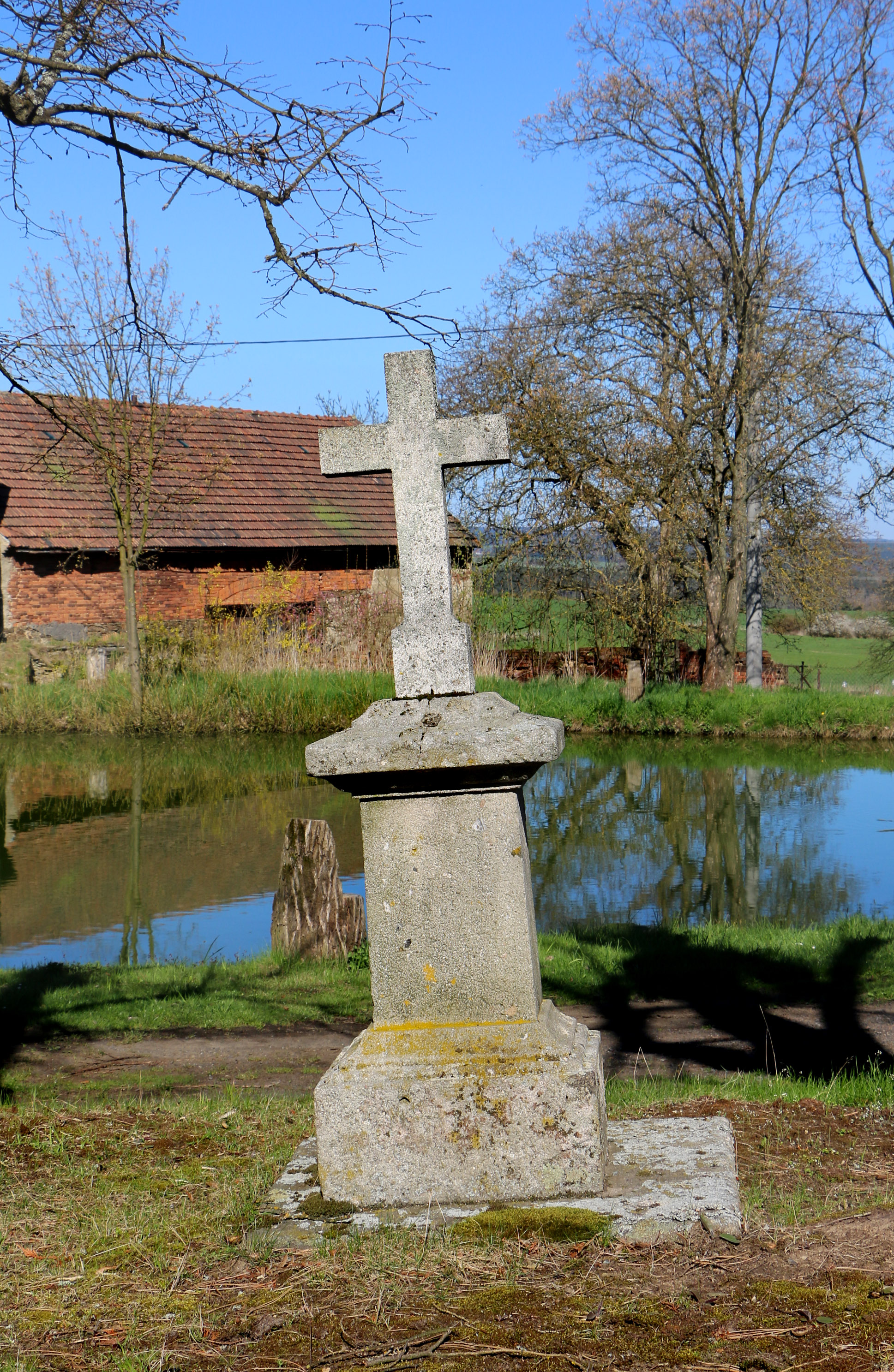
Křížek u rybníka
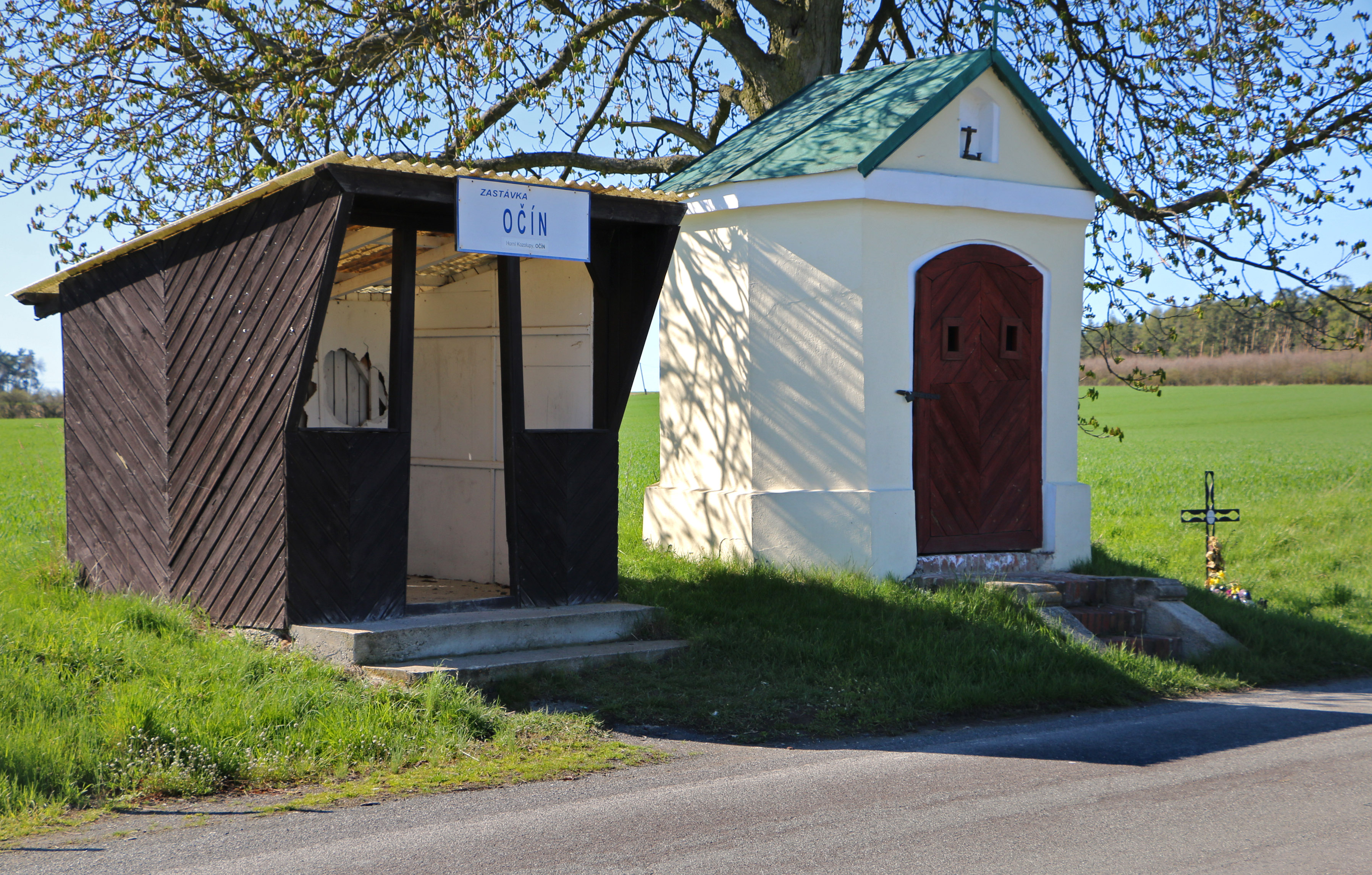
Kaplička se zastávkou
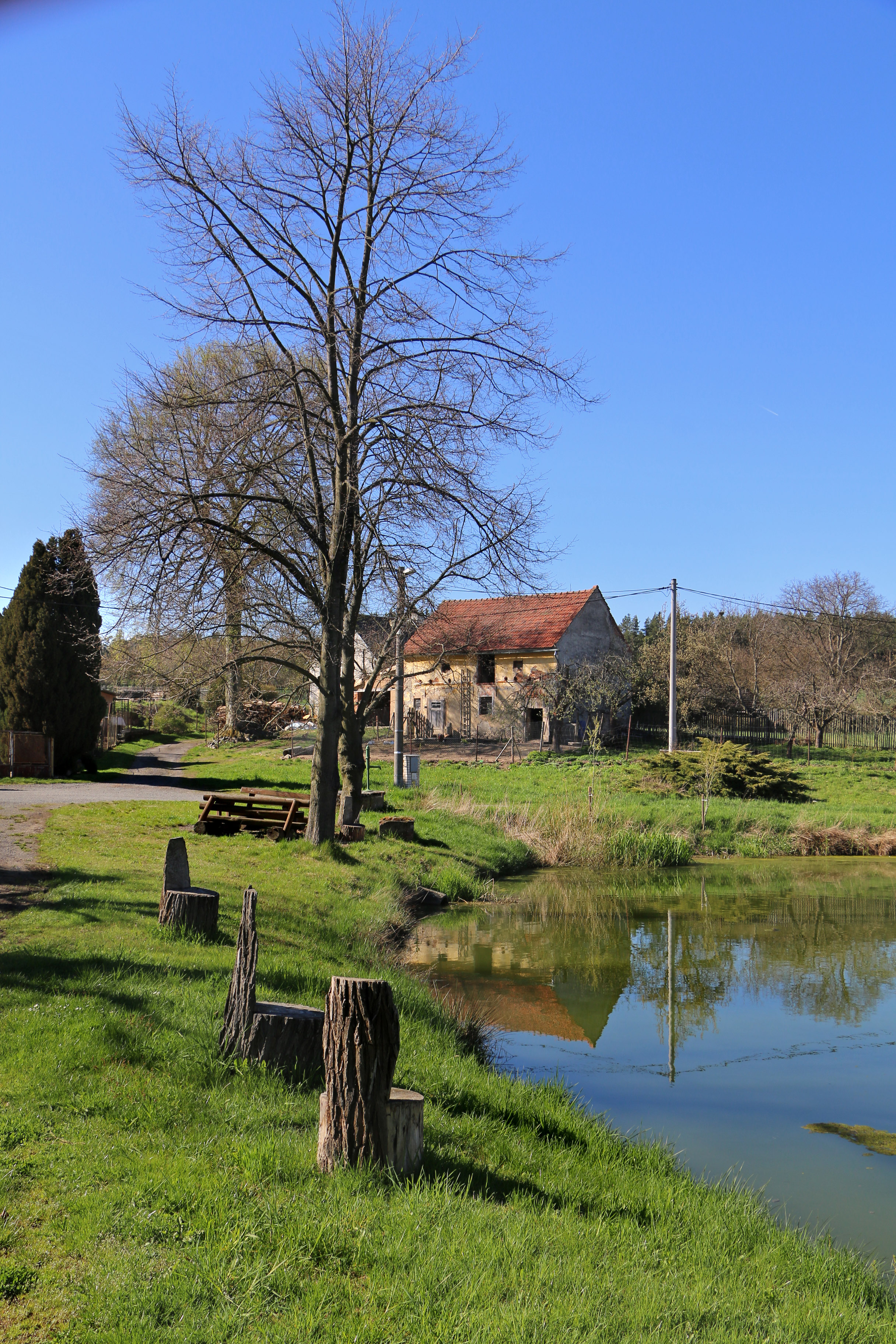
Posezení u rybníka